# 坪田真奈
坪田 真奈（つぼた まな、1993年1月11日 - ）は、元福井テレビのアナウンサー。

## 来歴・人物
福井県吉田郡出身。
福井県立藤島高等学校、慶應義塾大学法学部政治学科卒業。
2013年より2年間、日本テレビイベントコンパニオン30期生として番組や各種イベントのアシスタントなどを経験。
2015年4月福井テレビジョン放送にアナウンサーとして入社。同期入社は田島嘉晃。
入社後は『おかえりなさ〜い』や『福井テレビみんなのニュース』の取材リポーターの仕事が中心であったが、2016年より『おかえりなさ〜い』の曜日アシスタントを務める。
2021年3月をもってアナウンサーを離れ、他部署へ異動した。
趣味・特技はクラシックバレエ。3歳から大学進学で上京するまで習っていた。また、高校時代は放送部に所属していた。

## 現在の出演番組
- タイムリーふくい（2018年4月1日 - ）
- 各種ニュース
- おかえりなさ〜い（2020年9月より水曜日の司会を担当）

## 過去の出演番組
- ほっとふくい
- 福井テレビみんなのニュース - 取材リポーター